# Vibefedt (plante)
Vibefedt (Pinguicula vulgaris), også kaldt Almindelig Vibefedt, er en kødædende plante i blærerod-familien. Den vokser på fugtig bund, f.eks. enge og moser, i den nordlige halvkugles tempererede område. Insekter fanges ved hjælp af slimede blade, der fastholder og senere fordøjer insektet.

## Beskrivelse
Vibefedt er en flerårig urt med en grundstillet roset af ovale, fedtglinsende, 2-8 centimeter lange, lysegrønne blade. Fra rosettens midte udgår et eller flere blomsterskafter på 4-25 centimeter. Blomsterne er enlige med 5-fliget bæger og en nikkende blåviolet, læbeformet krone med en slank og ret spore og hvide hår i svælget. Støvvejen besår af to sammenvoksede frugtblade. Vibefedt er tilpasset til insektbestøvning.
Bladene er helrandede med lettere indrullede kanter og er forneden hårløse. Deres øvre overflade er dækket af sekretudskillende kirtler og lange kirtelhår. Sidst på sommeren dannes en lille knop af tykke skælformede oprette blade. Denne knop overvintrer, mens resten af planten dør bort. Næste forår vokser en ny roset frem, og planten er på denne måde flerårig og forsvinder ikke, selv om frøene ikke skulle blive modne.
Plantens rodnet er svagt udviklet. Den blomstrer i maj til juli.

## Insektædende plante
Foruden normal fotosyntese optager Vibefedt ekstra næring ved at fange insekter. Kirtler på den øvre overflade af bladene udskiller et klæbende sekret til at fange byttet.
På bladenes overflade findes klæbrige og stilkede kirtelhår. Når et insekt bevæger sig på bladet, udskilles endnu mere slim, hvilket lukker insektets ånderør og derved kvæles dyret. Andre kirtler uden stilke på bladets overflade hjælper til at fordøje insektet. Der udskilles et æggehvidestofspaltende enzym, som opløser dyrets bløddele. Bladet opsuger herefter de opløste stoffer og tilbage sidder dyrets indskrumpne, hårde hudskelet.

## Udbredelse i Danmark
Vibefedt er vidt udbredt på den nordlige halvkugle, og findes således også i både Grønland og på Færøerne. I Danmark findes Vibefedt hist og her i det meste af landet.

## Habitat
Almindelig Vibefedt findes i fugtige, sure og nærrigsfattige miljøer, som f.eks. i kær, væld, moser, enge med lav vegetation og fugtige heder.

## Galleri
- Blomst
- Blomst
- Vibefedt med blomst.
- De insektfangende blade